# Littera Florentina
Die littera Florentina (davon die Kurzform „Florentina“), auch Codex Florentinus (Digestorum), ist eine Handschrift der Digesten. Der Legende nach soll sie bei der Plünderung von Amalfi gestohlen worden sein. Im 9. oder 10. Jahrhundert tauchte ein Exemplar der Digesten in Italien wieder auf. Seit 1406 befindet dieses sich in der Biblioteca Medicea Laurenziana im namensgebenden Florenz und ist die bei weitem wichtigste, weil quellnächste und vollständig erhaltene, handschriftliche Überlieferung der Digesten. Ihr Text liegt allen mittelalterlichen, neuzeitlichen und modernen Digestenausgaben zugrunde.

## Die Handschrift

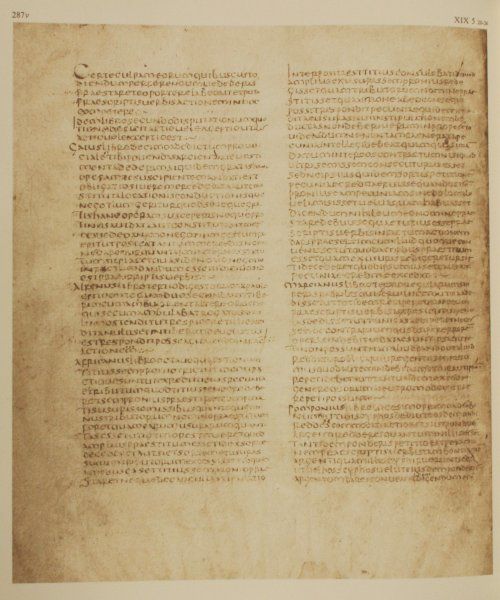
Rückseite des Blattes 287 (287v) des 1. Bandes. Die Seite enthält das Ende des 19. Buches, nämlich D. 19,5,20 bis D. 19,5,26.

Die littera Florentina stammt wahrscheinlich aus dem 6. Jahrhundert und reicht damit unmittelbar an die Entstehung der Digesten, die am 16. Dezember 533 als Gesetzbuch vom oströmischen Kaiser Justinian I. durch die Konstitutionen Tanta (Latein) und Δέδωκεν (Griechisch) verkündet wurden, heran. Nach neueren Erkenntnissen erscheint es sogar möglich, dass die Handschrift aus dem Prozess der Entstehung der Digesten selbst stammt.
Die Handschrift ist ein Pergamentcodex und hat 907 Blätter mit einer Größe von etwa 37 × 32 cm, die zweispaltig in scriptura continua, mithin ohne Leerräume zwischen den einzelnen Wörtern und ohne Satzzeichen (Punkte und Kommata), beschrieben sind. Durch unterschiedliche Trennungen von Wörtern und durch unterschiedliche Setzungen von Satzzeichen kann es daher auch zu unterschiedlichen Lesungen kommen.
Kopien der Handschrift kamen zu Irnerius (Wernerius) nach Bologna. Er war der Erste, der sie glossatorisch aufbereitete. Nach dessen Tod setzten zunächst dessen Schüler Martinus Gosia, Bulgarus, Hugo und Jacobus die Arbeiten fort, später Azo und Accursius. Nach neueren Forschungen haben vierzehn Schreiber sie erstellt und acht Korrektoren deren Arbeit verbessert. Dabei haben die Korrektoren die Abschrift nicht nur mit der Vorlage der Schreiber verglichen, sondern auch mit einer anderen Handschrift, so dass die Florentina auf zwei Handschriften zurückgeht. Sowohl Schreiber als auch Korrektoren verfügten über Griechischkenntnisse; die Florentina enthält die griechischen Digestenfragmente in Griechisch. Weiterhin ist nachgewiesen, dass außerhalb der Erstellung der Handschrift in der Spätantike weitere Personen Verbesserungen vorgenommen haben.
Die Handschrift enthält noch nicht die berühmte Dreiteilung der Digesten in Digestum vetus, Infortiatum und Digestum novum, so wie sie sich in den mittelalterlichen Vulgathandschriften findet. Durch die Aufteilung der Handschrift in zwei Bände und damit zwei Teile (D. 1-29 und D. 30-50) liegt die Schrift aufgetrennt vor. Innerhalb der leges findet sich keine Einteilung in Paragraphen.

## Bedeutung
Die Bedeutung der littera Florentina ergibt sich aus der Tatsache, dass sie die älteste überlieferte Handschrift der Digesten ist. Theodor Mommsen erstellte mit seinen Mitarbeitern Adolph Kießling und August Reifferscheid die noch heute maßgebliche Digestenausgabe, die nur an einzelnen Stellen zu korrigieren war, vor allem aufgrund der Florentina. Dabei hat Mommsen selbst die Handschrift nicht gesehen; seine Mitarbeiter haben sie vielmehr abgeschrieben beziehungsweise mit dem durch die Vulgathandschriften bekannten Digestentext verglichen. Mommsen stützte sich bei seiner Digestenausgabe von 1870 nach den damaligen anerkannten Methoden der Textkritik maßgeblich auf die littera Florentina; so ging er davon aus, dass alle sonst überlieferten Handschriften von der Florentina abstammten.
Heute erkennt man die überragende Bedeutung der Florentina für die Gewinnung des Digestentextes an, berücksichtigt aber noch mehr als Mommsen auch die Vulgathandschriften (Handschriften, die die Juristen im Mittelalter benutzten und die zum Teil gegenüber der Florentina die bessere Lesart haben) und die griechische Überlieferung in den Basiliken. Die hohe Bedeutung der Florentina hängt daneben mit der Frage zusammen, inwieweit das Aufblühen der Rechtswissenschaft im Bologna des 12. Jahrhunderts auf dem singulären Ereignis ihrer Auffindung beruht.

## Dielittera Florentinaund die griechische Überlieferung – dieBasiliken

287v mit dem Ende des 19. Buches. Deutlich zu erkennen ist der Nachtrag „idem“ in D. 19,5,26.

Die Basiliken stellen in weiten Teilen eine Übersetzung der lateinischen Digesten in das Griechische dar. Dabei lagen diesen Übersetzungen andere Handschriften als die Florentina zugrunde, die teilweise den besseren Text haben. So bricht beim Schreiber der Florentina das 19. Buch in D. 19,5,26 mitten im Satz ab (die AcI-Ergänzung zu „dicendum est“ fehlt). Ein Korrektor der Florentina hat den Abbruch bemerkt und dadurch zu heilen versucht, dass er durch das Einfügen von „idem“ vor „dicendum est“ einen Akkusativ ergänzte; so lauten auch die Vulgathandschriften. Der der Digestenstelle entsprechende Basilikentext B. 20,4,26 bringt hingegen eine das „dicendum est“ sinnvoll ergänzende Fortführung; im Anschluss an Mommsen wird daher heute der Schluss des Digestentitels 19,5 aus Basiliken 20,4,26 und 20,4,27 ergänzt.

## Die littera Florentina und die Vulgathandschriften – Das Modell einesCodex Secundus(S)
Unter den Vulgathandschriften (lat. vulgatus = allgemein bekannt, verbreitet) werden diejenigen Handschriften verstanden, die in der Rechtsschule von Bologna und überhaupt von den Juristen im Mittelalter bis ins 19. Jahrhundert hinein benutzt wurden. Dabei ist der Text dieser Handschriften nicht einheitlich; er nähert sich dem Text der Florentina an, soweit im Laufe der Zeit beim Abschreiben einer Vulgathandschrift von einer anderen die Florentina wieder herangezogen wurde, weil man deren Wert für die Überlieferung erkannt hatte.
Eine These für das Verhältnis der Vulgathandschriften zur Florentina lautet: Alle Vulgathandschriften stammen von einer einzigen Handschrift ab. Diese wird Codex Secundus genannt, wobei dieser von der Florentina abgeschrieben wurde (Codex secundus, weil die Florentina der Codex primus ist). Dieser Codex secundus ist keine existierende Handschrift; es ist auch nicht bewiesen, dass es ihn jemals in Form einer den gesamten Text der Digesten umfassenden Stammhandschrift gab. Der Codex secundus ist nur ein Modell, das das Verhältnis der Vulgathandschriften zur Florentina erklären soll. Mommsen arbeitete bei der Erstellung seiner Digestenausgabe auch deshalb nach diesem Modell, weil er sich so vor allem auf eine Handschrift, eben die littera Florentina, stützen konnte. Er ersparte sich so, sich in allen Einzelheiten der Überlieferungslage der Vulgathandschriften, von denen es Hunderte gibt, zu stellen. Man wird dieses Vorgehen für zulässig halten müssen, denn ein Kriterium für wissenschaftliche Arbeit ist auch, dass sie einmal fertig werden muss.
Diese These versucht man wie folgt zu begründen:
1. Alle Vulgathandschriften stammen von der Florentina ab: Dies zeige sich an Schreibfehlern und Umstellungen, die die Vulgathandschriften mit der Florentina gemeinsam haben, insbesondere der Umstellung innerhalb von D. 50,17,118-200, die durch die Versetzung eines Blattes in der Florentina oder gegebenenfalls ihrer Vorlage erzeugt wurde. Im 2. Teil der Florentina folgen auf D. 50,17,117 (Ende von 471v) die Stellen D. 50,17,158-199 (472), dann folgen D. 50,17,118-157 (473), dann folgen D. 50,17,200 ff. (474r). Diese Versetzung, die sich einfach aus einer Vertauschung der Blätter 472 und 473 des 2. Bandes ergibt, findet sich auch in den Vulgathandschriften. Diese Vertauschung ist an den Inskriptionen erkennbar, weil im Text der Digesten die Buchzahlen vor allem in den Titeln D. 50,16 und D. 50,17 innerhalb eines Werkes aufsteigen, wie vor allem Bluhme erkannt und begründet hat. So gehört z. B. D. 50,17,160, obwohl es in der Florentina vor D. 50,17,118 kommt, hinter D. 50,17,118, denn D. 50,17,160 ist ein Auszug aus dem 76. Buch von Ulpians Ediktskommentar, D. 50,17,118 aber aus dem 12. Buch. Die Vertauschung der Blätter 472 und 473 ist allerdings erst in der frühen Neuzeit durch Lelio Torelli erkannt worden.
2. Die Vulgathandschriften haben eine gemeinsame Mutterhandschrift: Dies zeigten Fehler, die allen Vulgathandschriften gemeinsam, aber nicht in der Florentina enthalten seien. Als Beispiel gelten Versetzungen im 23. Buch der Digesten, die sich in den älteren Vulgathandschriften, aber nicht in der Florentina finden. Dass sich dieser Fehler in den jüngeren Vulgathandschriften nicht mehr findet, erklärt man mit der Annahme, der Fehler sei eben bei späteren Abschriften durch einen Vergleich mit der Florentina behoben worden. Noch stärker wiegt das Argument, dass in allen Vulgathandschriften der Digestentext in drei Teile aufgespalten ist: 1. Digestum vetus, 2. Infortiatum, 3. Digestum novum. Die Florentina mit ihrer Zweiteilung des Textes liefert dafür keinen Ansatzpunkt.
3. Mit der Existenz eines Codex secundus kann erklärt werden, warum die Vulgathandschriften, obwohl sie von der Florentina abhängig sind, gegenüber der Florentina manchmal bessere Lesarten haben, die nicht durch Konjektur (d. h. durch das bloße Nachdenken eines Schreibers, dem ein Fehler aufgefallen war) gefunden werden konnten. So fehlt in der Florentina in D. 2,15,14 der Satz „id observandum de aere alieno, quod inter eos convenisset“, den die Vulgathandschriften aber, wie auch die Basiliken, haben. Schon Mommsen ergänzte den Text der Florentina entsprechend, wobei er allerdings anscheinend mehr Gewicht auf die byzantinische Überlieferung legte. Erklärt wird dieser Befund damit, dass bei der Abschrift des Codex secundus von der Florentina eine andere, von der Florentina unabhängige, Textgrundlage herangezogen worden sei.

Die Beweiskraft dieser Argumente ist nach wie vor umstritten.

Nachgetragenes principium in D. 32,93 (2. Band 52v).

1. Alle Theorien über das Verhältnis der Vulgathandschriften zur Florentina müssten schließlich eine Erklärung der Frage bringen, wie es zur Dreiteilung des Digestentextes in den Vulgathandschriften kam; denn die Florentina kennt, wie oben erläutert, die Dreiteilung nicht. Eine Unterfrage hierzu ist die nach der Entstehung der eigentümlichen und vielleicht der Studentensprache entstammenden Benennungen Digestum vetus, Infortiatum und Digestum novum. Beides erschien schon Odofredus erklärungsbedürftig. Angeführt werden mittelalterliche Zahlensymbolik, ein Schreiberscherz, ein Auseinanderbrechen einer ursprünglich zweibändigen Stammhandschrift des Codex S und ein kurz aufeinanderfolgendes Bekanntwerden des Digestentextes in drei Teilen.
2. Man hat beobachtet, dass die Vulgathandschriften vor allem in den ersten beiden Teilen, im Digestum vetus und Infortiatum, gegenüber der Florentina bessere Lesarten haben (Jakobs 1999, S. 238). Sollte also das Verhältnis zwischen der Florentina und den Vulgathandschriften in den einzelnen Teilen der Digesten unterschiedlich sein?
3. Die vorgestellte These beruht auf der Annahme, es habe einen einzigen feststehenden Digestentext gegeben, den Justinian am 30. Dezember 533 verkündet habe; alle Abweichungen von diesem Text seien nur durch Abschreibfehler und ähnliches zu erklären. Diese Vorstellung ist in letzter Zeit in Zweifel gezogen worden[4]. So hat beispielsweise der Schreiber der Florentina bei D. 32,93 das principium weggelassen, der Korrektor hat es nachgetragen. Dies könnte man dadurch erklären, dass der Korrektor die Abschrift anhand einer anderen, insoweit besseren, Handschrift korrigiert hat. Aber: Der Text der Florentina ist redaktionell der bessere, denn die Entscheidung in D. 32,93pr. findet sich schon in D. 32,38,4, so dass der Text des Schreibers besser dem Gebote Justinians, Wiederholungen zu vermeiden, genügt. Eine mögliche Erklärung wäre, dass sowohl die Schreiber- wie die Korrektorvorlage einen gleichermaßen offiziellen Digestentext unterschiedlicher Redaktionsstufe enthielten. Nach Paul Krüger gehörte dabei die lex 38 zur Appendixmasse, die lex 93 zur Papiniansmasse[5]. Damit konnte die inhaltliche Übereinstimmung nicht schon beim Exzerpieren, sondern erst bei der Durchsicht des Titels, nachdem alle Fragmente in diesen aufgenommen waren, festgestellt werden.

## Die Geschichte derlittera Florentina
Die Geschichte der Handschrift selbst ist wechselvoll und im Einzelnen nicht mehr sicher aufklärbar. Aus einer zu D. 18,1,9,2 angefügten Glosse lässt sich, da sie in langobardischer Schrift geschrieben wurde, schließen, dass die Florentina sich spätestens im 9. oder 10. Jahrhundert in Italien befand, höchstwahrscheinlich in Süditalien. Zur Zeit der Glossatoren befand sie sich in Pisa. Ein allerdings wenig glaubhafter Bericht aus dem 13. Jahrhundert behauptet, sie sei zuvor in Amalfi aufbewahrt worden und 1155 als Kriegsbeute nach Pisa gelangt. Im Jahr 1406 kam sie nach Florenz.

## Ausgaben
- Vollständige Digitalisierung der "Florentina" in der Biblioteca Medicea Laurenziana
- Justiniani Augusti digestorum seu pandectarum codex Florentinus olim Pisanus. 10 Bde. Rom 1902–1910 (Fotomechanischer Nachdruck)
- Alessandro Corbino, Bernardo Santalucia (Hrsg.): Justiniani Augusti Pandectarum codex Florentinus. Olschki, Florenz 1988. ISBN 88-222-3578-9 (Fotomechanischer Nachdruck)